# 費德爾敦 (加利福尼亞州)
費德爾敦（英語：Fiddletown）是位於美國加利福尼亞州阿馬多爾縣的一個人口普查指定地區。

## 地理
費德爾敦的座標為38°30′14″N 120°45′20″W / 38.50389°N 120.75556°W，而該地最高點為海拔高度513米（即1683英尺）。

## 人口
根據2010年美國人口普查的數據，費德爾敦的面積為12.007平方千米，當中陸地面積為12.007平方千米，而水域面積為0.000平方千米。當地共有人口235人，而人口密度為每平方千米19人。